# Кока (город)
Кока (яп. 甲賀市 Ко:ка-си) — город в Японии, находящийся в префектуре Сига. Площадь города составляет 481,69 км², население — 91 063 человека (1 июля 2014), плотность населения — 189,05 чел./км².

## История
В период с января по май 745 года Кока была столицей Японии, правительство страны заседало здесь во дворце Сигараки, руины которого сохранились до сегодняшнего дня.
Изначально Кока входила в состав провинции Ига, откуда выделилась в период Нара. В период Камакура вошла в состав провинции Оми и попала под власть рода Сасаки. В позднее средневековье, в XV—XVI столетиях, в Японии славились своим мастерством ниндзя школы Кога-рю (наряду с Ига-рю самый знаменитый стиль ниндзюцу), происходившие из кланов госи уезда Кога (нынешняя Кока). В период Сэнгоку дзидай кланы ниндзя, фактически контролировавшие уезд (официально считавшийся владением рода Сасаки), создали коалицию «53 семьи Кога».
Посёлок Кока возник 1 апреля 1955 года в результате объединения в общую административную единицу сёл Абурахи, Охара и Саяма. Статус города Кока получила в октябре 2004 года, включив в себя посёлки Цутияма, Сигараки, Минакути и Конан.

## Географическое положение

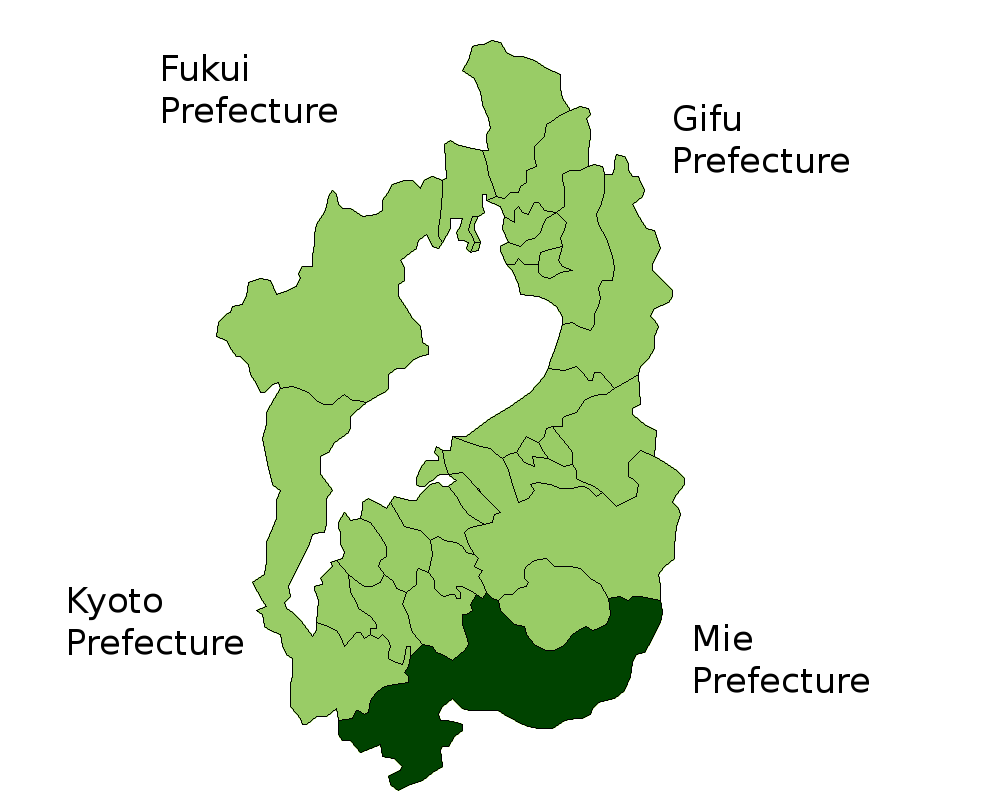
Кока на карте префектуры Сига

Город Кока расположен на острове Хонсю в префектуре Сига региона Кинки. С ним граничат города Оцу, Ритто, Конан, Хигасиоми, Йоккаити, Судзука, Ига и Камеяма, посёлки Вадзука, Удзитавара, Рюо, Хино и Комоно, а также село Минамиямасиро.

## Население
Население города составляет 91 063 человека (1 июля 2014), а плотность — 189,05 чел./км². Изменение численности населения с 1980 по 2005 годы:
| 1980 | 75 203 чел. |  |
| 1985 | 79 088 чел. |  |
| 1990 | 82 668 чел. |  |
| 1995 | 90 744 чел. |  |
| 2000 | 92 484 чел. |  |
| 2005 | 93 853 чел. |  |

## Символика
Деревом города считается криптомерия , цветком — Lilium japonicum, птицей — обыкновенный зимородок.